# Ardmore (Oklahoma)
Ardmore es una ciudad ubicada en el condado de Carter en el estado estadounidense de Oklahoma. En el año 2010 tenía una población de 24283 habitantes y una densidad poblacional de 187,51 personas por km².

## Geografía
Ardmore se encuentra ubicada en las coordenadas 34°10′52″N 97°07′46″O / 34.18111, -97.12944 (34.181240, -97.129363).

Ubicación de Ardmore en un mapa de la cuenca del río Rojo

## Demografía
Según la Oficina del Censo en 2000 los ingresos medios por hogar en la localidad eran de $28,046 y los ingresos medios por familia eran $37,758. Los hombres tenían unos ingresos medios de $28,685 frente a los $23,070 para las mujeres. La renta per cápita para la localidad era de $16,502. Alrededor del 18.3% de la población estaban por debajo del umbral de pobreza.